# Fernand Bodson
Pour les articles homonymes, voir Bodson.
Fernand Bodson est un architecte moderniste belge né à Liège le 6 juin 1877, et mort le 4 mars 1966, à Madison aux États-Unis.

## Biographie
Architecte établi à Bruxelles, étroitement lié aux milieux philanthropes, il va jouer un rôle fondamental dans le mouvement architectural belge entre 1910 et 1930.
Profondément empreint des idées de Berlage, il en devient le plus fervent propagateur. Polémiste, il fonde en 1911 la revue Tekhné, "revue belge de l'architecture et des arts qui s'y rapportent" et devient en 1913 le rédacteur en chef d'Art et Technique, qui furent les premières revues belges d’architecture moderne et dans lesquelles il montre un esprit critique des plus lucides sur certaines dérives de l'architecture de son temps.
Après la guerre, cette revue réapparait sous le nom de La Cité, il en quittera la rédaction en 1928 jugeant la vision imposée par ses collègues comme étant trop dogmatique et radicale.
En 1912, il remporte en collaboration avec Théodore Clément (1884-1937) le concours de la ferme-école pour enfants "anormaux" (comme on disait à l'époque) à Waterloo, dont le style et l’implantation paysagère annoncent les cités-jardins de l'entre-deux-guerres (1922-1937).
De 1910 à 1921, il s’associe avec Antoine Pompe dont il partage la vision de la pratique architecturale. Avant la guerre, ils donnent l’impulsion à une architecture qui réconcilie l’art, la société et une industrialisation à caractère artisanal.
Maître réputé en son art, il publie à la fin de sa carrière un dictionnaire des termes techniques d’architecture (1948), puis un livre sur l’usage architectural du fer (1951).
Le 4 mars 1966, Fernand Bodson meurt à Madison aux États-Unis, pays où il s'était établi en mai 1940, après avoir fait brûler l'ensemble de ses archives et celles de la rue de l'Ermitage, pour éviter qu'elles ne tombent entre les mains des Allemands qui auraient ainsi pu identifier son entourage.

### Jeunesse
Fernand Bodson entame ses études d’architecture à Saint Luc de Liège[réf. nécessaire] en 1893 mais abandonne au profit d’une formation en agence. Dans ses nombreux éditoriaux il respectait Victor Horta, défendait la mémoire d’Hankar, mais critiquait l’enseignement des écoles d’architecture et stigmatisait l’architecture officielle.
Dès 1895, il commence une longue formation internationale dans les ateliers d’Edmond Jamar à Liège. Il travaille ensuite pour Eduard Cuypers à Amsterdam, de 1901 à 1906, où étaient rassemblés les principaux architectes de la future école d’Amsterdam. Il se liera d’amitié avec Piet Kramer et rencontrera Hendrik Petrus Berlage. Après leur rencontre en 1902, Fernand Bodson voua une admiration militante à ce dernier dont il traduisit en français la conférence-manifeste « L’art et la société ». Après des stages à Oslo, Zurich et Roschach, il travaille chez l’architecte-ébéniste Georges Hobé et collabore de 1904 à 1907 à l’élaboration des plans pour le Casino de Namur. Il rencontre alors Antoine Pompe, futur collaborateur et ami.

### Collaboration avec Antoine Pompe – Tendance à la géométrisation
En 1910, Antoine Pompe et Fernand Bodson s’associent incarneront des figures majeures du prémordernisme en Belgique. Ensemble ils rivalisent d’ingéniosité et s’acharnent à trouver des solutions contemporaines, créent des projets d’habitations, de châteaux d’eau, de cinémas, de ponts… souvent révolutionnaires.
En 1912, ils remportent, avec Théodore Clément, le concours pour la ferme-école de Waterloo.
Dans la lignée des principes explorés par l'art nouveau géométrique, des réalisations font déjà pressentir, avant la Première Guerre mondiale, les options futures de l’architectures modernistes. Parmi elles, la fameuse clinique du Docteur Van Neck, dessinée en 1913 par Antoine Pompe, constitue l’un des jalons essentiels de cette évolution. Dans la façade de la clinique se trouve inscrit l’héritage en profondeur de la Sécession viennoise, tous les effets décoratifs sont initiés par des nécessités fonctionnelles ou constructives. La façade de la maison Landers, à Liège, réalisée en 1911 par Bodson, présente déjà des éléments qui feront la signature de l’architecte : tendance à la géométrisation. La ligne de pierre sculptée, géométrique mais souple s’affranchit déjà de l'Art nouveau pour se tourner vers des références plus modernes qui feront sa réputation.
Ils présentent à l’exposition nationale du mobilier, en 1914, un mobilier d’ouvrier : le bois clair et ses formes nues contraste avec les courbes de l’Art Nouveau encore à la mode.
Si les premiers modernes ne rejettent pas à priori l’ornement, ils considèrent que celui-ci ne doit plus être rapporté mais découler naturellement de la géométrie. Ils estiment aussi que les conditions locales doivent impérativement être prises en compte. Au coté d’autres comme Lucien François, Adrien Blomme, Henri Lacoste ou encore Albert Van Huffel, Fernand Bodson et Antoine Pompe opposent aux théories de Le Corbusier, et notamment son concept de machine à habiter, l’idée d’une architecture du sentiment et de la raison.

### Cités-Jardins
Ces pionniers du modernisme participent naturellement au mouvement des cités jardins, très vivant en Belgique au lendemain de la Première Guerre mondiale. « La plupart des architectes et urbanistes belges rassemblés autour de la nouvelle société d’HBM – Victor Bourgeois, Huib Hoste, Jean-Jules Eggericx , Jean De Ligne, Lucien François, Jean-François Hoeben, Paul Rubbers, Raphaël Verwilghen, Louis Van der Swaelmen, Antoine Pompe et lui-même Fernand Bodson- vont saisir l’opportunité offerte par la construction de dizaine de milliers d’habitation pour tenter d’appliquer à la question du logement les grands principes du modernisme. Ils prônent aussi l’économie de la construction, expérimentent de nouvelles techniques constructives, utilisent des éléments standardisés et de nouveaux matériaux ».
Fernand Bodson, Antoine Pompe, Lucien François ou encore Jean-François Hoeben proposent cependant une seconde voie, plus modeste, à cheval entre différents mouvements. Ils ne cherchent pas à affirmer une architecture de rupture mais se contentent de simplifier au maximum les volumes, les toitures, d’uniformiser les maisons. Certains éléments constructifs ou architecturaux sont cependant détaillés comme les bow-windows, les châssis, les seuils, les linteaux, etc.
« Pendant la Première Guerre mondiale, Bodson se consacre à l’étude de systèmes préfabriqués, axés sur la construction de maisons bon marché. Il élabore divers projets avec Pompe pour Dinant et pour la cité jardin Batavia à Roulers. Ensemble, ils réalisent une partie de cette dernière en 1919 qui se réclame des constructions traditionnelles de la Flandre. » 
En 1928, il réalise la cité-jardin « Grand Air » du Homborch à Uccle et en 1930, à l’occasion de l’Exposition de Liège, un ensemble de maisons ouvrières.
Il est l’un des animateurs les plus actifs dans le débat concernant la reconstruction d’après guerre. À partir de 1921 il met au point des prototypes de maisons économiques et fonde la société OSPLA (Ossature et Plaques) en vue de leur réalisation. à Bruxelles, il construira en 1922 trois de ces maisons prototypes à Uccle puis en 1923, quatre groupements de quatre habitations minimum suivant le même principe.

### Modernisme régional
En dehors de l’architecture sociale, il s’affirme à travers une architecture individuelle. C’est de 1927 à 1934 qu’il édifie un ensemble de quatre maisons à l’angle de la rue de l’Ermitage et de la rue Spaak à Ixelles ainsi que l’ancienne loge maçonnique le Droit Humain, devenue le "Musée d'architecture moderne". Les ateliers de la rue de l’Ermitage ainsi que les deux pavillons pour orphelins à Molenbeek sont des chefs-d’œuvre où architecture et technique dévoilent le génie de Bodson. On retrouve dans ces réalisation l’influence de Franck Lloyd Wright, H.P Brelage ou encore l’Expressionnisme de brique de l’École d’Amsterdam générant ainsi un modernisme nourri de tendances régionalistes et vernaculaires avec l’emploi de la brique. Les deux ateliers d’artistes de la rue Paul Spaak, à Ixelles, n’est sans doute pas la plus représentative du genre mais constitue à elle seule un manifeste de cette tendance.

## Réalisations

### Immeubles de transition entre «Art nouveau géométrique» et «Modernisme»
- 1913 Maison Gheude, avenue Molière 174 (avec Antoine Pompe)
- 1910 Projet d’orphelinat.
- 1911 Projet de château d’eau (avec Antoine Pompe)
- 1912 Ferme-École pour enfants anormaux, Drèves des 10 mètres 36, à Waterloo (avec Théodore Clément).
- 1912 Station d’épuration à Knocke le Zoute.
- 1912 Maison du commerce, Quai Pierres de Taille 35, à Bruxelles (avec Antoine Pompe)
- 1913 Maison pour M. Ch. Gheude, avenue Molière 174, à Bruxelles (avec Antoine Pompe)
- 1914 Maison + Atelier d’artiste pour le peintre Eugène Mahaux, rue Emmanuel Van Driessche 74 (avec Antoine Pompe)
- 1914 Projet de la maison du peuple pour la société coopérative «la populaire» place Fosh 6 à Lièges (avec Antoine Pompe)
- 1914 Mobilier ouvrier pour le salon Triennal des Musées Royaux d’Art et d’Histoire du Cinquantenaire à Bruxelles (avec Antoine Pompe)
- 1916 33 rue d'Écosse (avec Antoine Pompe)

### Réalisations de style moderniste
- 1911 Maison Landers quai Godefroid Kurth 61 à Liège
- 1912 Anciennes papeteries générales belges- Ed. Haseldonckx & Cie
- 1925 Habitation, rue Joseph Bens, 64, à Uccle
- 1927 Maison rue Paul Spaak 6, à Bruxelles.
- 1927 Maison rue Paul Spaak 8, à Bruxelles.
- 1930 Deux ateliers d'artistes + habitation (Résidence personnelle de F. Bodson), rue Paul Spaak 2-4, à Bruxelles.
- 1930 Habitation du Dr. Coffé, avenue Molière 31, à Bruxelles.
- 1933 Bâtiment Homes Léon Dupuis et Gai Luron pour le foyer des orphelins, 2 rue du Foyer des Orphelins, à Molenbeek.
- 1934 Immeuble pour la loge maçonnique le Droit Humain, rue de l’Ermitage 86 à Bruxelles.
- 1934 Loge du Droit Humain, rue de l'Ermitage 86 à Ixelles (actuellement Musée des Archives d'architecture moderne)
- 1936 Immeuble à appartements «Crown House»,1a à 1e Avenue de la Couronne, à Bruxelles.
- 1958 Immeuble à appartements, rue de l’Ermitage 70, à Bruxelles.

### Autres
- 1907 Villa Maes, avenue des Marronniers 20 à Uccle.
- 1912 Projet de la maison du peuple pour la société coopérative «la populaire» place Fosh 6 à Lièges (collaboration A. Pompe).
- 1915 Projet pour la restructuration du Dinant (collaboration A. Pompe).
- 1917 Projet de pont sur la Meuse à Dinant (collaboration A. Pompe)
- 1919 Cité Batavia à Roulers (avec Antoine Pompe)
- 1921 Cité de La Roue à Anderlecht (avec l'urbaniste Louis Van der Swaelmen et les architectes Antoine Pompe, Jean-Jules Eggericx et A. de Koninck)[3]
- 1922 Trois maisons prototypes OSPLA, Vielle rue du moulin 324-328, à Bruxelles. (Habitations minimum, rue du Ham, à Uccle.)
- 1923 Quatre groupes de 4 habitations minimum, avenue des Églantiers 26-46, à Uccle.
- 1924 Immeuble d’appartements, avenue Émile de Mot 17, à Bruxelles.
- 1928-1930 Cité du Homborch à Uccle[2],[4]
- 1928 Cité-jardin « Grand air » pour la société coopérative Uccloise d’habitations à Bon Marché, Hamborchveld, entre les rues Kriekeput et Jean Ballager à Bruxelles.
- 1929 Pavillons pour huit ménages de vieillard pour la Commission d’Assistance Publique, Hamborchveld, à Bruxelles.
- 1934 Concours d’habitations à Bon Marché au plateau du Triboulet à Liège.

### Interventions
- 1912 Maison rue de la Victoire 134, à Bruxelles.
- 1929 Maison rue Émile Claus 18 à Bruxelles.
- 1929 Maison Rue du Prince Royal, 61 à Bruxelles.